# Comanador (religiós)
El comanador (en llatí medieval: commendator), en l'entorn religiós, era una dignitat dotada de renda que administrava una casa religiosa d'un orde religiós, als ordes de l'Hospital, de la Mercè i de Sant Antoni Abat es deia “preceptor”. El Concili de Trento, conclòs el 1563, va prohibir la figura del comanador, i aviat els laics es van veure privats dels beneficis econòmics d'entitats eclesiàstiques. Als ordes honorífics modern és una dignitat sense renda, com per exemple el títol de comanador de l'Orde de Leopold a Bèlgica.
Durant l'edat mitjana, quan arran de la mort d'un arquebisbe, bisbe o abat la cadira quedava vacant, un clergue era nomenat comanador a tall interí sense tenir el títol formal. A partir del segle xiii, en molts casos hi va haver persones laiques que varen esdevenir comanadors d'entitats eclesiàstiques i gaudir dels beneficis econòmics del càrrec i sense dur a terme activitats de govern ni prendre decisions religioses, ja que aquesta potestat era executada per un col·legi de clergues. Al segle xiv, per exemple, el rei Maties Corví d'Hongria es va autoproclamar comanador de la poderosa i rica abadia de Pannonhalma i aprofitar els beneficis del càrrec entre 1472 i 1490. Posteriorment, el rei Ladislau II d'Hongria va dur a terme la mateixa acció entre 1493 i 1500.